# Etela Hergeselová
Etela Hergeselová (4. listopadu 1924 - ???) byla slovenská a československá politička a poúnorová poslankyně Národního shromáždění ČSSR.

## Biografie
Ve volbách roku 1960 byla zvolena do Národního shromáždění ČSSR za Západoslovenský kraj jako bezpartijní poslankyně. V prosinci 1960 již ale je evidována jako kandidátka Komunistické strany Slovenska. V Národním shromáždění zasedala až do konce volebního období parlamentu, tedy do voleb v roce 1964.